# Тюккюляйнен, Кирси
Ки́рси Тю́ккюляйнен (фин. Kirsi Tykkyläinen; род. 28 августа 1949, Пиексямяки) — финская деятель кинематографии; киновед, продюсер, киноактриса.

## Биография
Самая необычная актриса кинорежиссера Аки Каурисмяки — бывший университетский преподаватель, специалист в области полисемантики, экс-руководитель международного департамента Госкино Финляндии, ныне советник по культуре посольства Финляндии Кирси Тюккюляйнен. Обаятельная и веселая женщина, актриса, верный друг и гениальный пиарщик.
Родилась в 1949 году в Пиексямяки в семье учителя.
В 1975 году окончила Хельсинкский университет по специальности «Русский язык и литература», после этого восемь лет работала там преподавателем русского языка и литературы.
Работала в Фонде финского кино, где вначале занималась переводом советских фильмов, затем возглавляла Департамент международных связей.
В 1990-е годы как киноактриса сыграла в нескольких фильмах, в том числе исполнила одну из главных ролей в фильме «Береги свою косынку, Татьяна» (1994), снялась в картине Александра Рогожкина «Особенности национальной рыбалки» (1997).
С 2002 по 2006 год занимала должность советника по культуре посольства Финляндии в России.
На протяжении 25 лет является бессменным организатором Недели финского кино в Петербурге.
В 2011—2012 годах — директор Института Финляндии в Санкт-Петербурге.
Неоднократно принимала участие в проведении кинофестивалей: в 2007 году была приглашена программным директором на Московский кинофестиваль, принимала участие в работе Санкт-Петербургского международного кинофорума в качестве арт-директора, в 2018 году входила в члены жюри Ялтинского кинофестиваля «Евразийский мост».
Прекрасно говорит по-русски, увлекается фольклором России и прекрасно поёт русские песни.
Дочь — Мария Ярвенхельми, киноактриса.

## Фильмография
- 1994 — Балалайка шоу | Total Balalaika Show (Финляндия, документальный) — Кирси, певица
- 1994 — Ленинградские ковбои встречают Моисея | Leningrad Cowboys Meet Moses (Германия) — певица
- 1994 — Береги свою косынку, Татьяна / Pidä huivista kiinni, Tatjana (Германия, Финляндия) — Клавдия
- 1998 — Особенности национальной рыбалки (Россия) — Саара
- 1999 — Юха / Juha — эпизод
- 2016 — Опасные каникулы (Россия) — эпизод
- 2019 — Дипломат (телесериал, Россия) — губернатор Шпицбергена